# La Madeleine-sur-Loing
Pour les articles homonymes, voir La Madeleine et Loing (homonymie).
Madeleine-sur-Loing est une commune française située dans le département de Seine-et-Marne, en région Île-de-France.
En 2022, elle compte 351 habitants.

## Géographie

### Localisation
La commune de Madeleine-sur-Loing se trouve dans le département de Seine-et-Marne, en région Île-de-France.

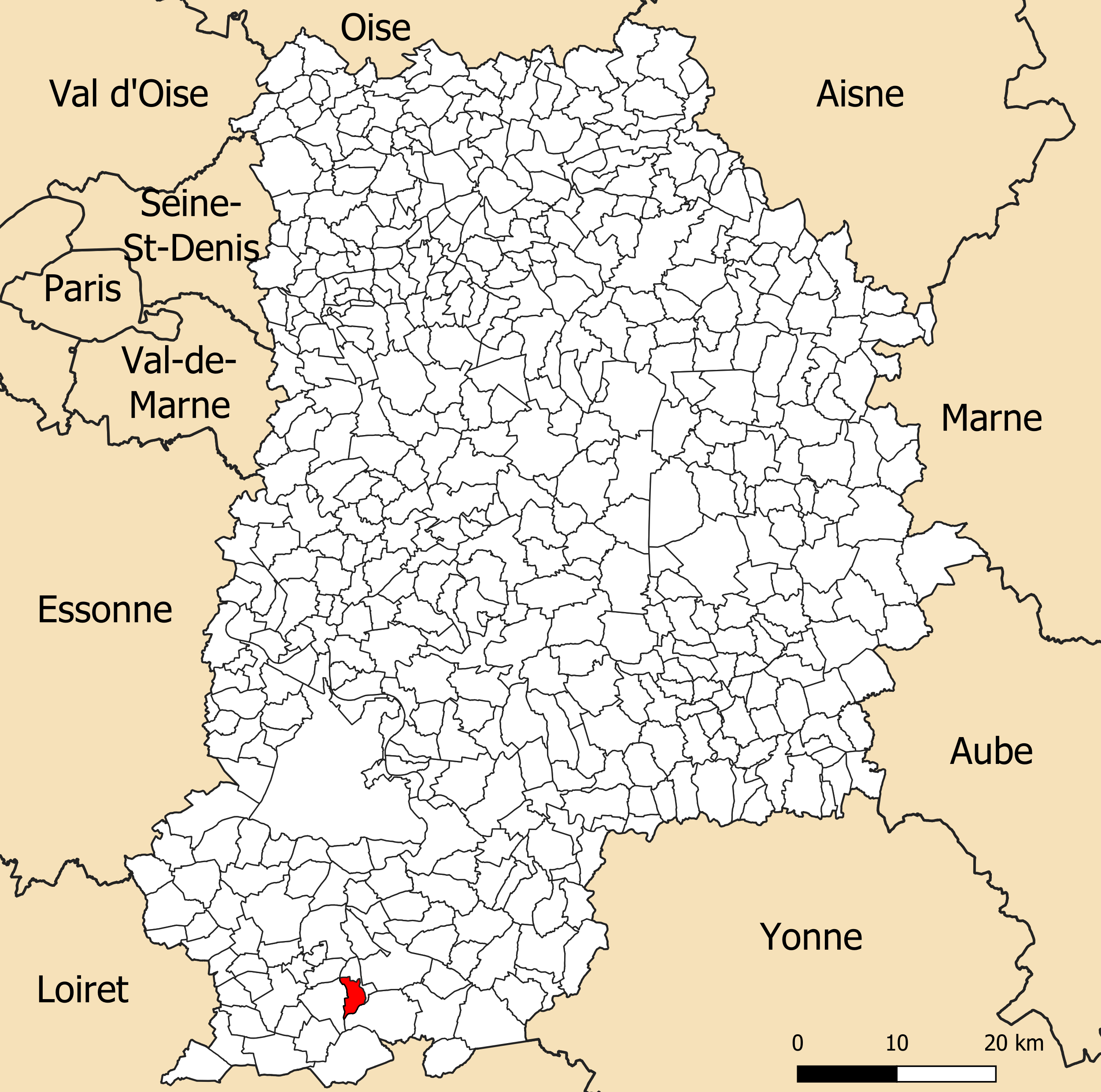
Localisation de La Madeleine-sur-Loing dans le département de Seine-et-Marne.

Elle se situe à 40,61 km par la route de Melun, préfecture du département, à 24,09 km de Fontainebleau, sous-préfecture, et à 8,03 km de Nemours, bureau centralisateur du canton de Nemours dont dépend la commune depuis 2015. 
La commune fait en outre partie du bassin de vie de Souppes-sur-Loing.

### Communes limitrophes

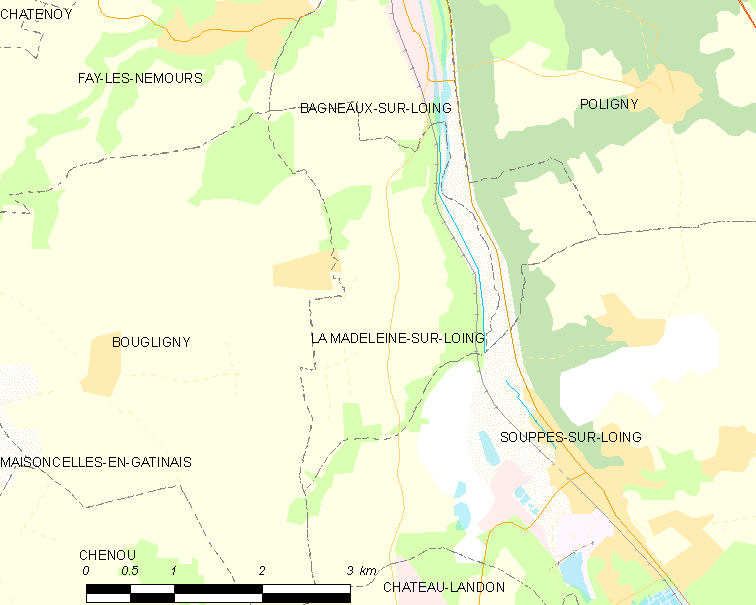
Carte des communes limitrophes de La Madeleine-sur-Loing.

Les communes les plus proches sont : 
Bagneaux-sur-Loing (3,2 km), Souppes-sur-Loing (3,2 km), Bougligny (3,6 km), Faÿ-lès-Nemours (3,9 km), Poligny (3,9 km), Chenou (5,4 km), Ormesson (5,9 km), Château-Landon (6,0 km).
| Faÿ-lès-Nemours |                        | Bagneaux-sur-Loing |
| Bougligny       | La Madeleine-sur-Loing |                    |
|                 |                        | Souppes-sur-Loing  |

### Géologie et relief
Le territoire de la commune se situe dans le sud du Bassin parisien, plus précisément au nord de la région naturelle du Gâtinais.
Géologiquement intégré au bassin parisien, qui est une région géologique sédimentaire, l'ensemble des terrains affleurants de la commune sont issus de l'ère géologique Cénozoïque (des périodes géologiques s'étageant du Paléogène au Quaternaire) et du Crétacé supérieur,.

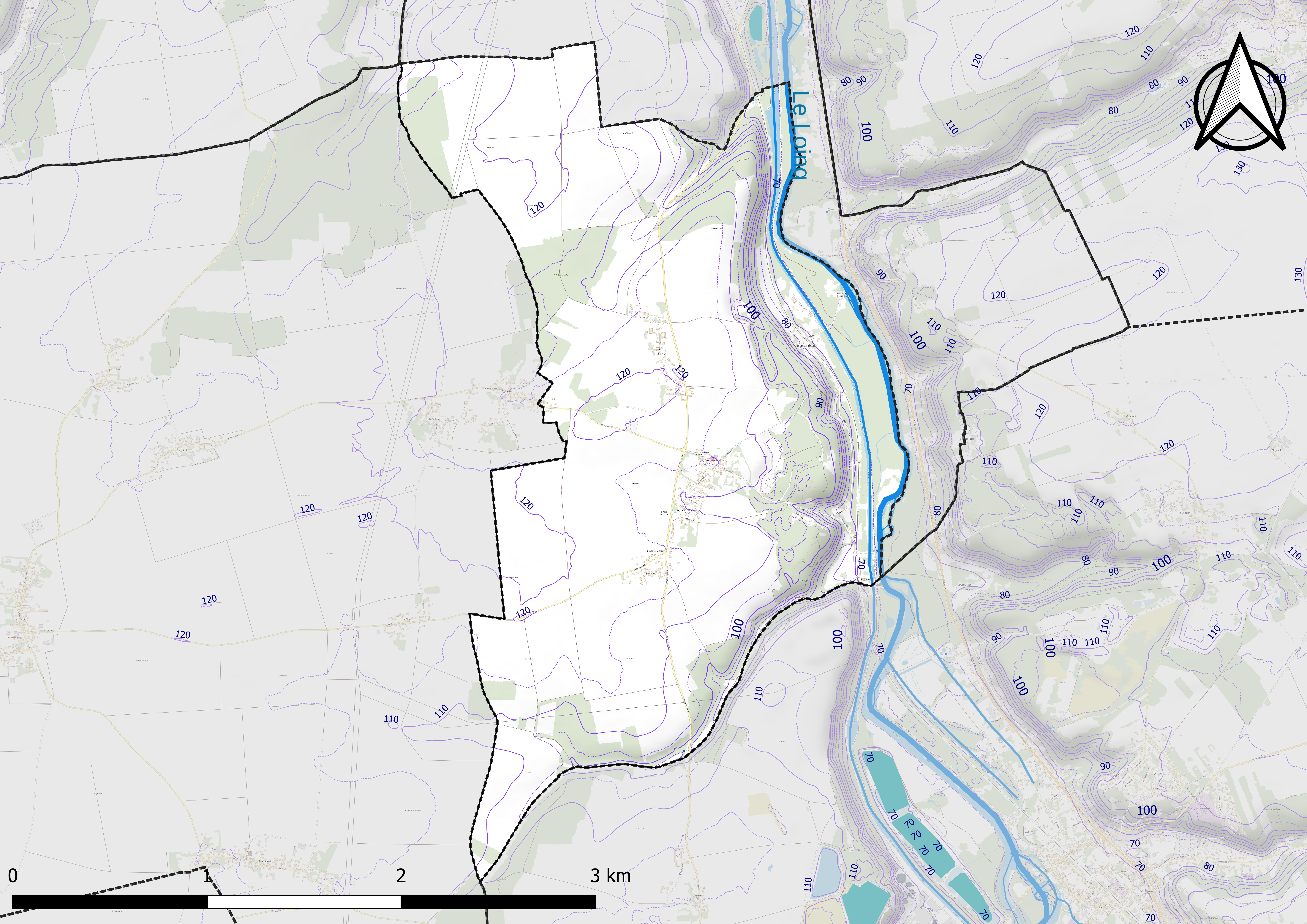
Carte du relief de La Madeleine-sur-Loing.
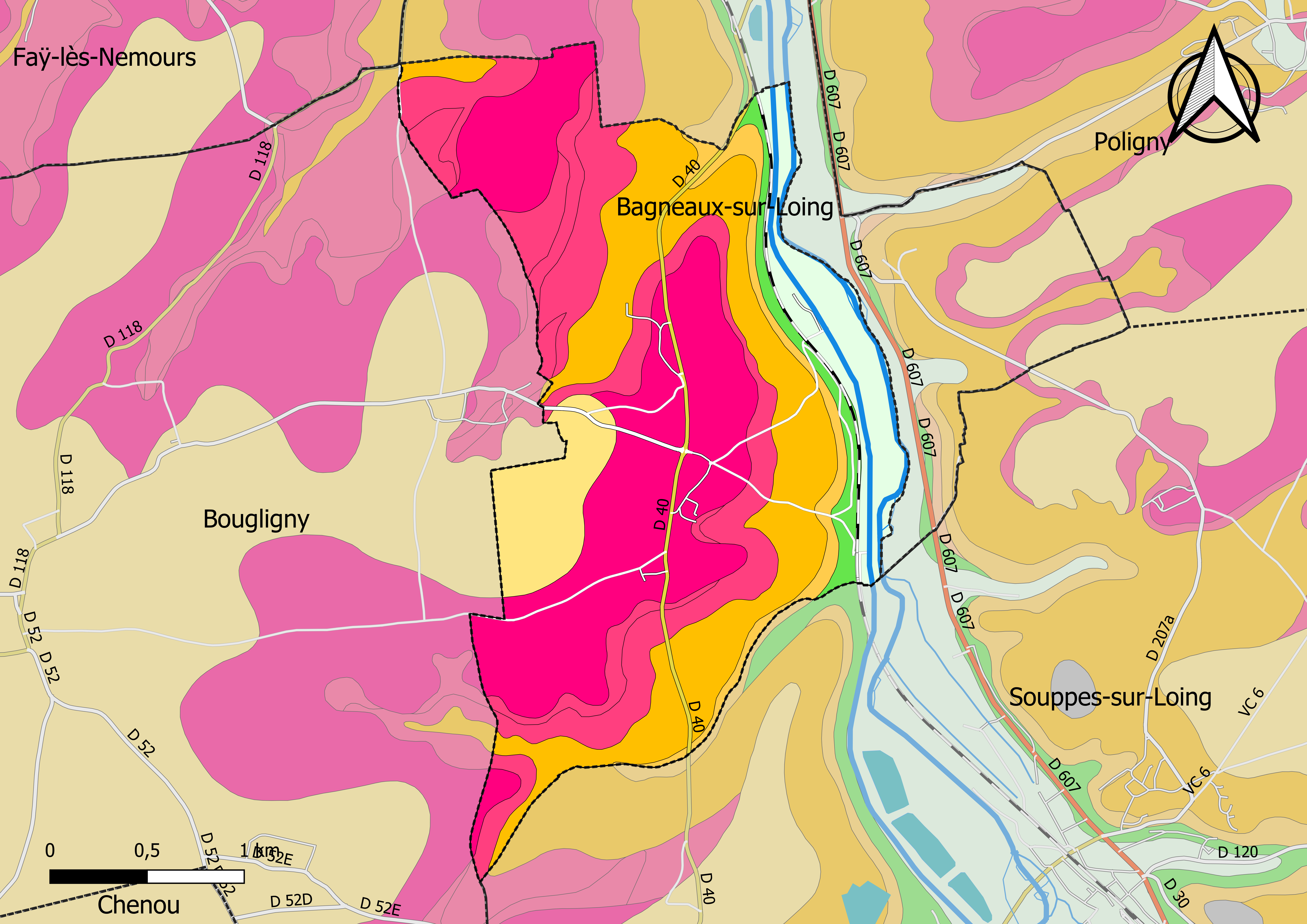
Carte géologique vectorisée et harmonisée de La Madeleine-sur-Loing.

|  | LP : | Limon des plateaux de composition argilo-marneuse.                |
|  | Fz : | Alluvions récentes : limons, argiles, sables, tourbes localement. |

|  | g1CE : | Calcaire d'Étampes, meulières, marnes, calcaires du Gâtinais.                                        |
|  | g1GF : | Grès de Fontainebleau en place ou remaniés (grésification quaternaire de sables Stampiens dunaires). |
|  | g1SF : | Sables de Fontainebleau, accessoirement grès en place ou peu remanié (versant).                      |

|  | e7C :  | Calcaire de Champigny, Calcaire de Château-Landon, marnes de Nemours. |
|  | e4AP : | Argile plastique sables et grès.                                      |

|  | C5Cr-BE : | Craie blanche à silex à Belemnitida. |

### Hydrographie

#### Réseau hydrographique

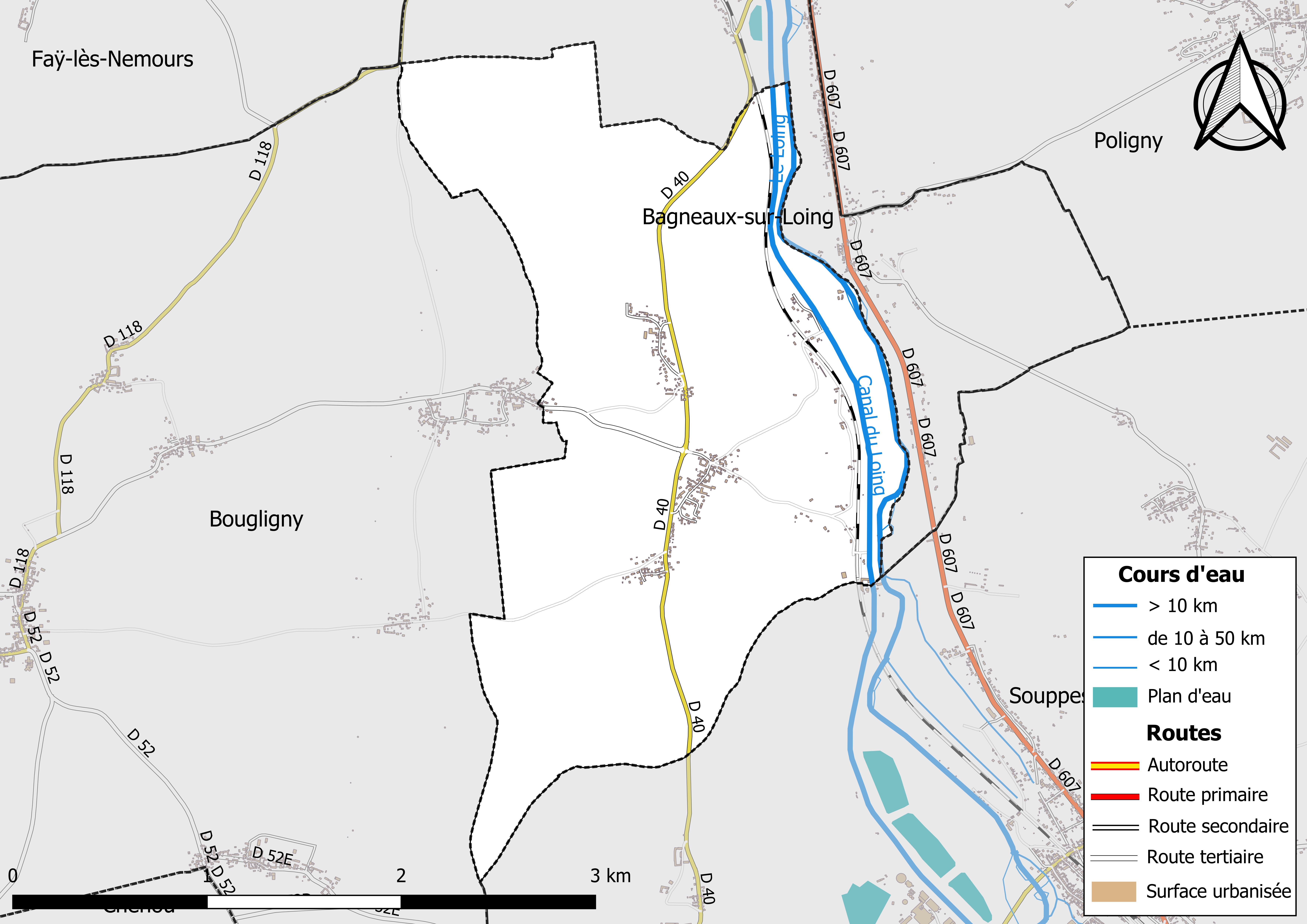
Carte des réseaux hydrographique et routier de la La Madeleine-sur-Loing.

Le réseau hydrographique de la commune se compose de six cours d'eau référencés :
- le canal du Loing, long de 47,8 km[8] ;
- la rivière le Loing, longue de 142,7 km[9], affluent en rive gauche de la Seine, ainsi que :
  - un bras de 0,1 km[10] ;
  - un bras de 0,2 km[11] ;
  - un bras de 0,3 km[12] ;
  - un bras de 0,3 km[13].

La longueur totale des cours d'eau sur la commune est de 5,23 km.

#### Gestion des cours d'eau
Afin d’atteindre le bon état des eaux imposé par la Directive-cadre sur l'eau du 23 octobre 2000, plusieurs outils de gestion intégrée s’articulent à différentes échelles : le SDAGE, à l’échelle du bassin hydrographique, et le SAGE, à l’échelle locale. Ce dernier fixe les objectifs généraux d’utilisation, de mise en valeur et de protection quantitative et qualitative des ressources en eau superficielle et souterraine. Le département de Seine-et-Marne est couvert par six SAGE, au sein du bassin Seine-Normandie.
La commune fait partie du SAGE « Nappe de Beauce et milieux aquatiques associés », approuvé le 11 juin 2013. Le territoire de ce SAGE couvre deux régions, six départements et compte 681 communes, pour une superficie de 9 722 km2. Le pilotage et l’animation du SAGE sont assurés par le Syndicat mixte du pays Beauce Gâtinais en Pithiverais, qualifié de « structure porteuse ».

### Climat
Pour des articles plus généraux, voir Climat de l'Île-de-France et Climat de Seine-et-Marne.
En 2010, le climat de la commune est de type climat océanique dégradé des plaines du Centre et du Nord, selon une étude du CNRS s'appuyant sur une série de données couvrant la période 1971-2000. En 2020, Météo-France publie une typologie des climats de la France métropolitaine dans laquelle la commune est exposée à un climat océanique altéré et est dans la région climatique Nord-est du bassin Parisien, caractérisée par un ensoleillement médiocre, une pluviométrie moyenne régulièrement répartie au cours de l’année et un hiver froid (3 °C).
Pour la période 1971-2000, la température annuelle moyenne est de 10,9 °C, avec une amplitude thermique annuelle de 15,5 °C. Le cumul annuel moyen de précipitations est de 736 mm, avec 11,3 jours de précipitations en janvier et 7,6 jours en juillet. Pour la période 1991-2020, la température moyenne annuelle observée sur la station météorologique la plus proche, située sur la commune de Nemours à 7 km à vol d'oiseau, est de 12,0 °C et le cumul annuel moyen de précipitations est de 690,3 mm,. Pour l'avenir, les paramètres climatiques de la commune estimés pour 2050 selon différents scénarios d'émission de gaz à effet de serre sont consultables sur un site dédié publié par Météo-France en novembre 2022.

### Milieux naturels et biodiversité

#### Espaces protégés
La protection réglementaire est le mode d’intervention le plus fort pour préserver des espaces naturels remarquables et leur biodiversité associée,.
La réserve de biosphère « Fontainebleau et Gâtinais », créée en 1998 et d'une superficie totale de 150 544 ha, est un espace protégé présent sur la commune. Cette réserve de biosphère, d'une grande biodiversité, comprend trois grands ensembles : une grande moitié ouest à dominante agricole, l’emblématique forêt de Fontainebleau au centre, et le Val de Seine à l’est. La structure de coordination est l'Association de la Réserve de biosphère de Fontainebleau et du Gâtinais, qui comprend un conseil scientifique et un Conseil Education, unique parmi les Réserves de biosphère françaises,,.

#### Réseau Natura 2000

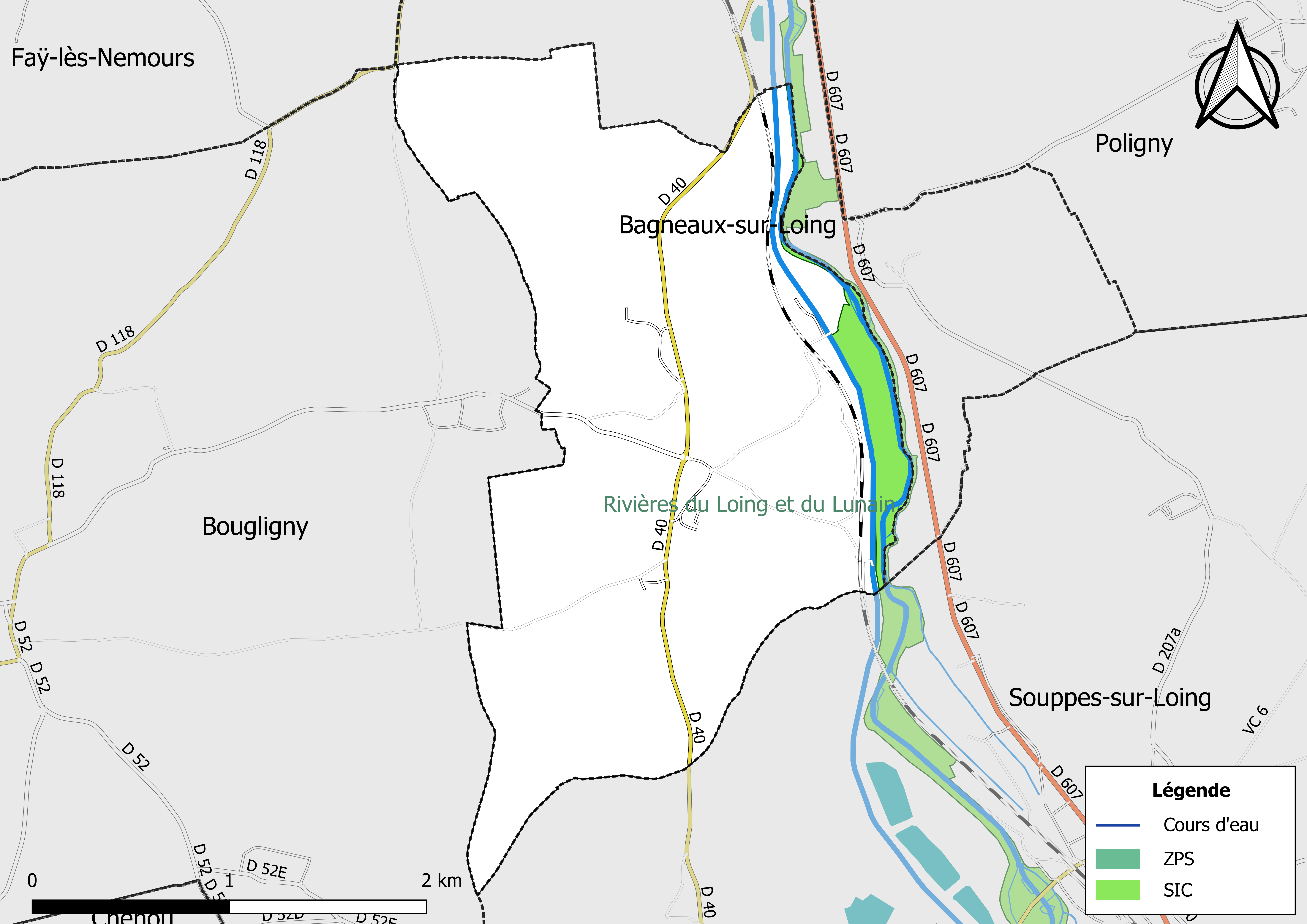
Sites Natura 2000 sur le territoire communal.

Le réseau Natura 2000 est un réseau écologique européen de sites naturels d’intérêt écologique élaboré à partir des Directives « Habitats » et « Oiseaux ». Ce réseau est constitué de Zones spéciales de conservation (ZSC) et de Zones de protection spéciale (ZPS). Dans les zones de ce réseau, les États Membres s'engagent à maintenir dans un état de conservation favorable les types d'habitats et d'espèces concernés, par le biais de mesures réglementaires, administratives ou contractuelles.
Un site Natura 2000 a été défini sur la commune au titre de la « directive Habitats », : 
- les « Rivières du Loing et du Lunain », d'une superficie de 400 ha, deux vallées de qualité remarquable pour la région Île-de-France accueillant des populations piscicoles diversifiées dont le Chabot, la Lamproie de Planer, la Loche de Rivière et la Bouvière[31],[32].

#### Zones naturelles d'intérêt écologique, faunistique et floristique
L’inventaire des zones naturelles d'intérêt écologique, faunistique et floristique (ZNIEFF) a pour objectif de réaliser une couverture des zones les plus intéressantes sur le plan écologique, essentiellement dans la perspective d’améliorer la connaissance du patrimoine naturel national et de fournir aux différents décideurs un outil d’aide à la prise en compte de l’environnement dans l’aménagement du territoire.
Le territoire communal de Madeleine-sur-Loing comprend une ZNIEFF de type 1,,, 
le « Marais de la Madeleine » (22,49 ha), couvrant 2 communes du département.
, et une ZNIEFF de type 2,, 
la « vallée du Loing entre Nemours et Dordives » (1 059,63 ha), couvrant 7 communes dont 1 dans le Loiret et 6 en Seine-et-Marne.

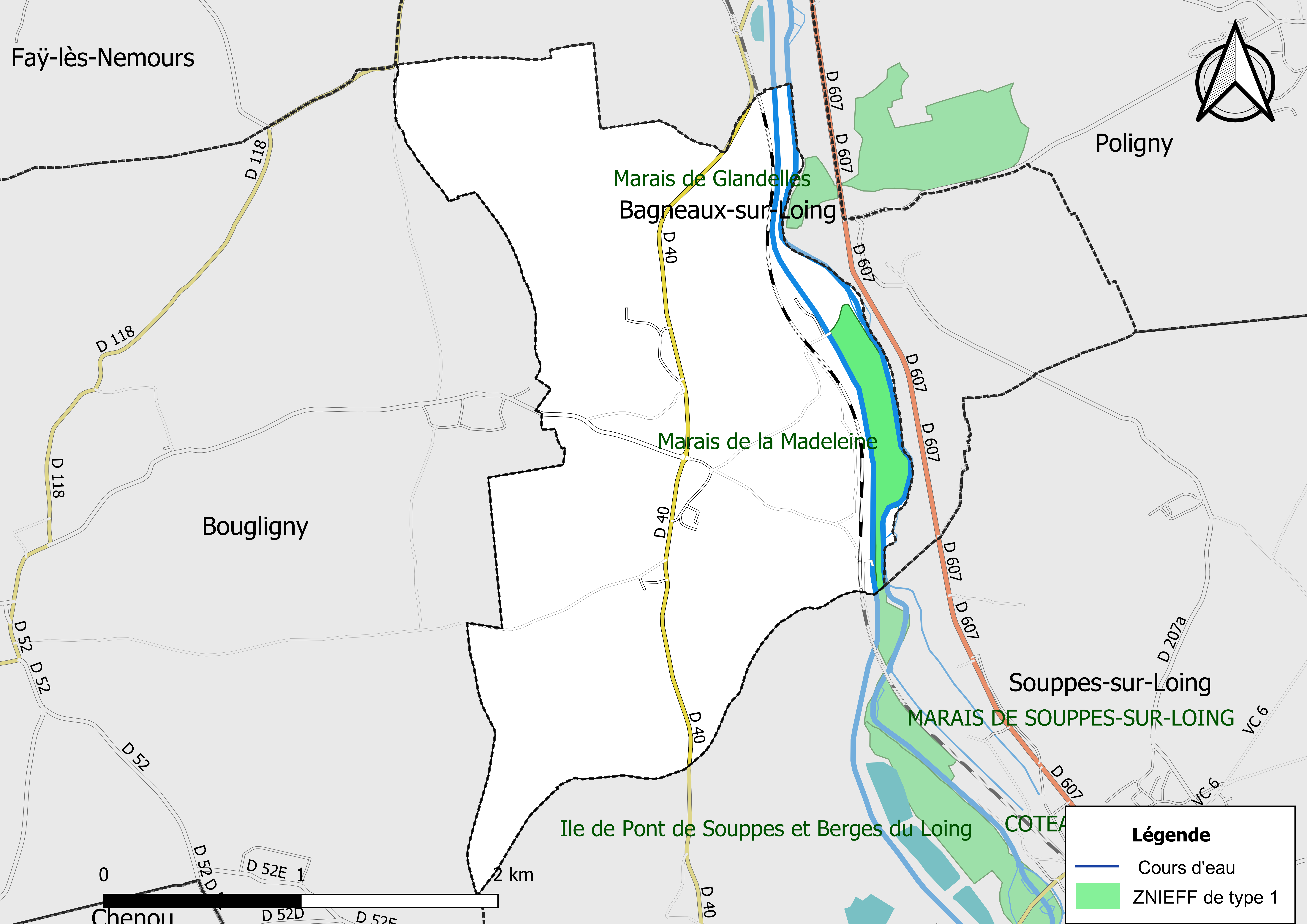
Carte des ZNIEFF de type 1 de la commune.
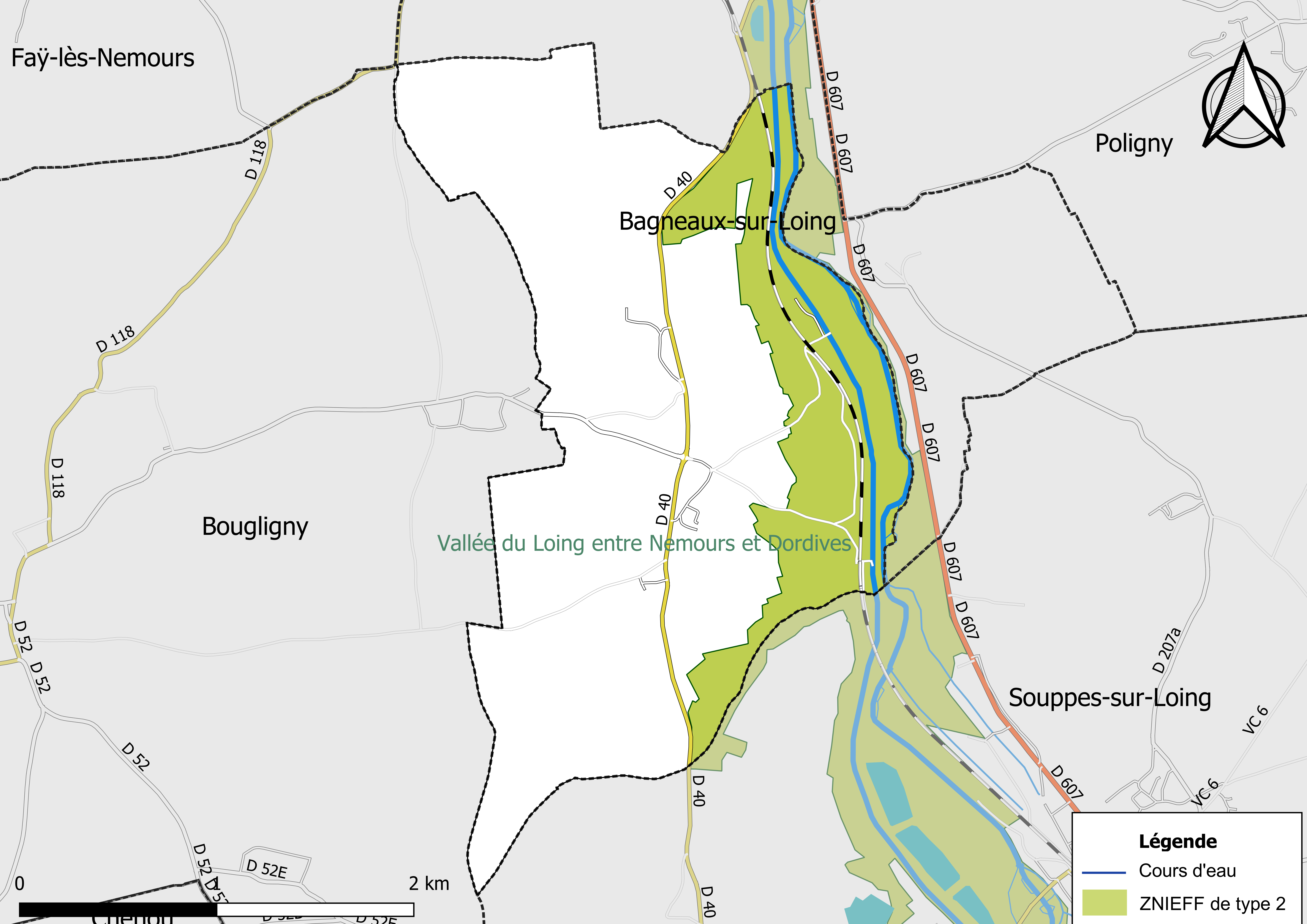
Carte des ZNIEFF de type 2 de la commune.

## Urbanisme

### Typologie
Au 1er janvier 2024, La Madeleine-sur-Loing est catégorisée commune rurale à habitat dispersé, selon la nouvelle grille communale de densité à sept niveaux définie par l'Insee en 2022.
Elle est située hors unité urbaine. Par ailleurs la commune fait partie de l'aire d'attraction de Paris, dont elle est une commune de la couronne,. Cette aire regroupe 1 929 communes,.

### Occupation des sols
L'occupation des sols de la commune, telle qu'elle ressort de la base de données européenne d’occupation biophysique des sols Corine Land Cover (CLC), est marquée par l'importance des territoires agricoles (77,3 % en 2018), une proportion sensiblement équivalente à celle de 1990 (77,4 %). La répartition détaillée en 2018 est la suivante : 
terres arables (68,29 %), 
forêts (22,64 %), 
zones agricoles hétérogènes (8,98 %), 
zones urbanisées (0,09 %).
| Type d’occupation | 1990      | 1990    | 2018      | 2018    | Bilan    |
| --- | --------- | ------- | --------- | ------- | -------- |
| Territoires artificialisés (zones urbanisées, zones industrielles ou commerciales et réseaux de communication, mines, décharges et chantiers, espaces verts artificialisés ou non agricoles) | 0,00 ha   | 0,00 %  | 0,54 ha   | 0,09 %  | 0,54 ha  |
| Territoires agricoles (terres arables, cultures permanentes, prairies, zones agricoles hétérogènes)                                                                                          | 476,79 ha | 77,36 % | 476,26 ha | 77,27 % | −0,54 ha |
| Forêts et milieux semi-naturels (forêts, milieux à végétation arbustive et/ou herbacée, espaces ouverts sans ou avec peu de végétation)                                                      | 139,54 ha | 22,64 % | 139,54 ha | 22,64 % | 0 ha     |

Parallèlement, L'Institut Paris Région, agence d'urbanisme de la région Île-de-France, a mis en place un inventaire numérique de l'occupation du sol de l'Île-de-France, dénommé le MOS (Mode d'occupation du sol), actualisé régulièrement depuis sa première édition en 1982. Réalisé à partir de photos aériennes, le Mos distingue les espaces naturels, agricoles et forestiers mais aussi les espaces urbains (habitat, infrastructures, équipements, activités économiques, etc.) selon une classification pouvant aller jusqu'à 81 postes, différente de celle de Corine Land Cover,,. L'Institut met également à disposition des outils permettant de visualiser par photo aérienne l'évolution de l'occupation des sols de la commune entre 1949 et 2018.

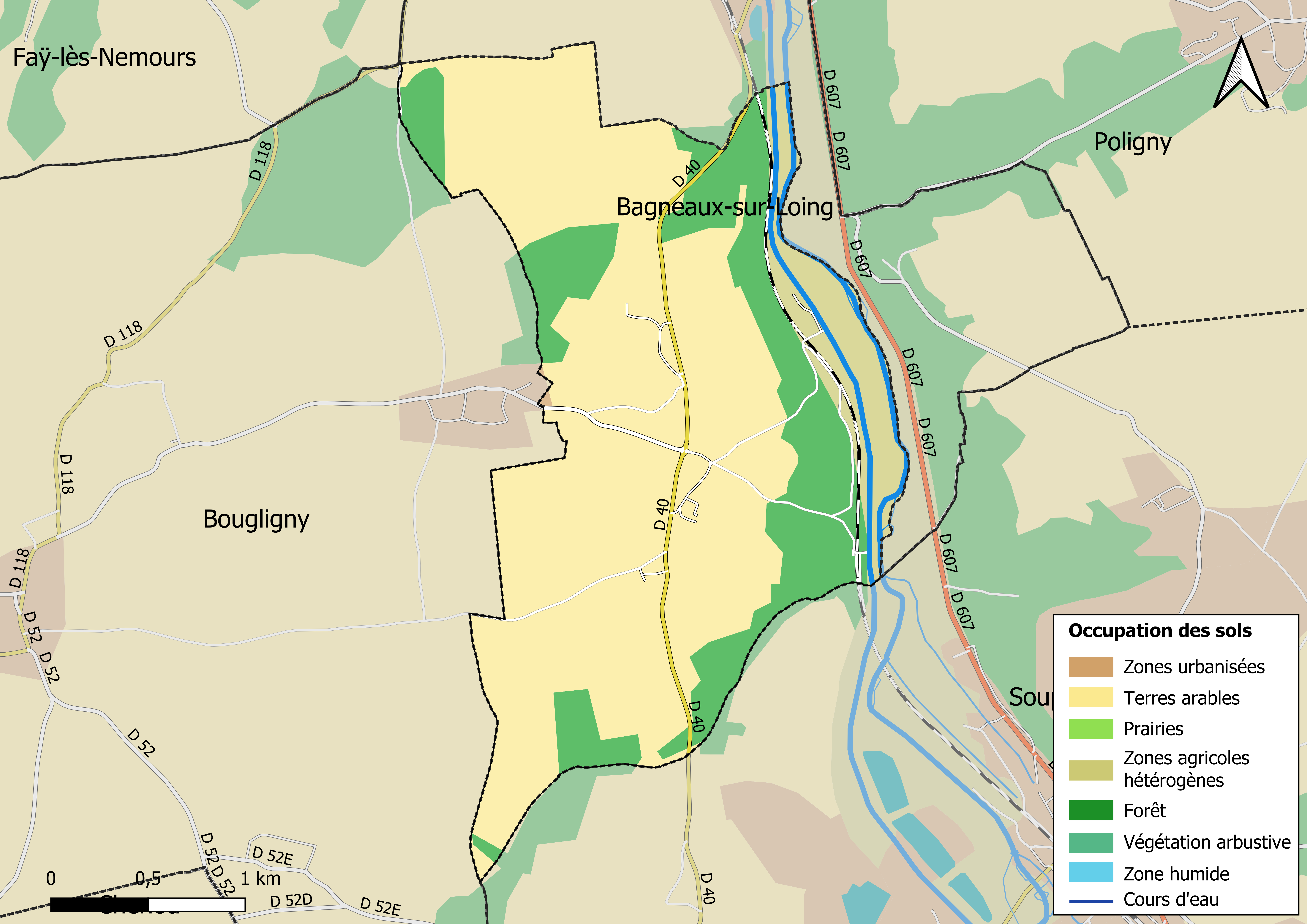
Carte des infrastructures et de l'occupation des sols en 2018 (CLC) de la commune.
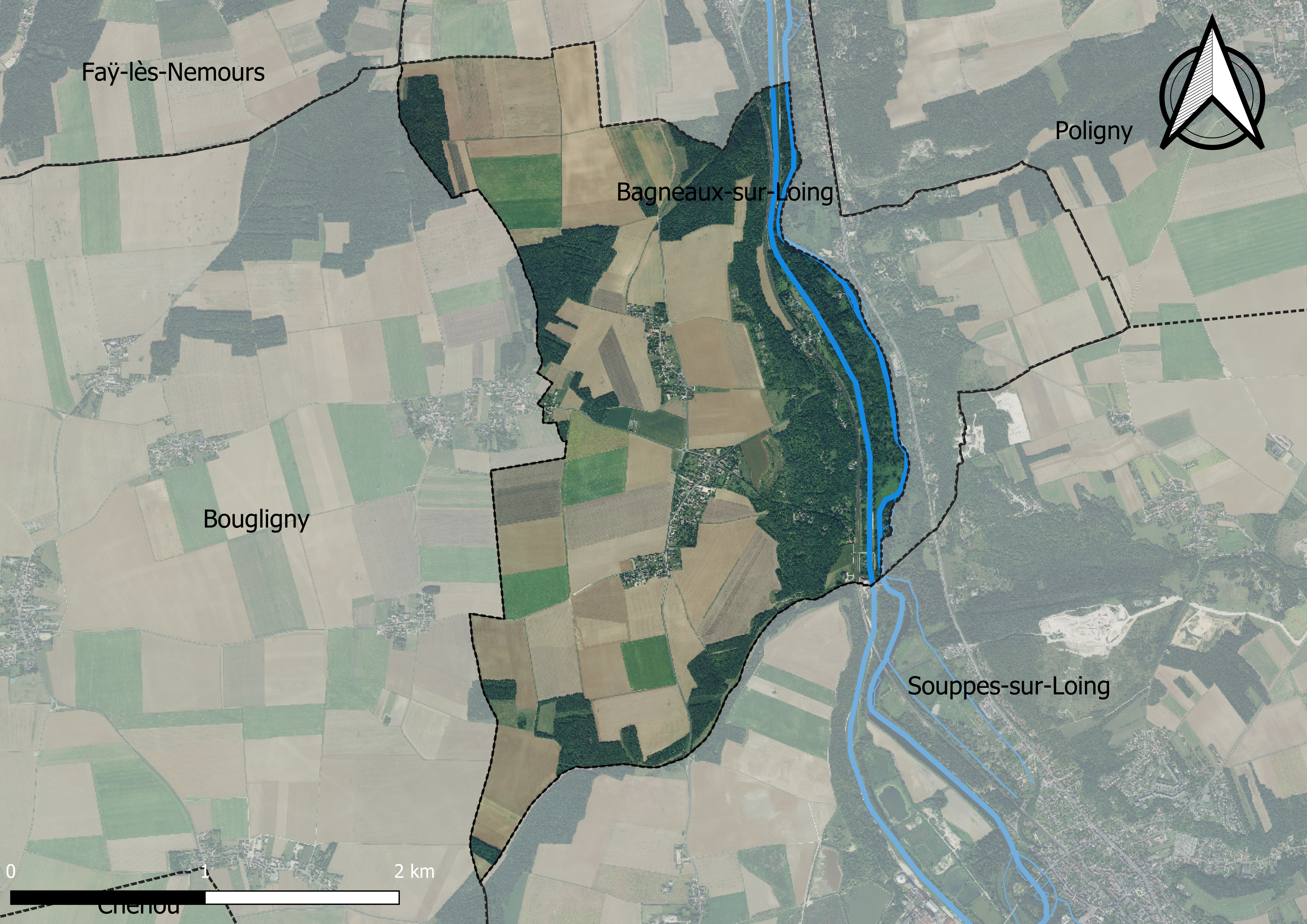
Carte orhophotogrammétrique de la commune.

### Planification
La loi SRU du 13 décembre 2000 a incité les communes à se regrouper au sein d’un établissement public, pour déterminer les partis d’aménagement de l’espace au sein d’un SCoT, un document d’orientation stratégique des politiques publiques à une grande échelle et à un horizon de 20 ans et s'imposant aux documents d'urbanisme locaux, les PLU (Plan local d'urbanisme). La commune est dans le territoire du SCOT Nemours Gâtinais, approuvé le 5 juin 2015 et porté par le syndicat mixte d’études et de programmation (SMEP) Nemours-Gâtinais.
La commune disposait en 2019 d'un plan local d'urbanisme en révision. Le zonage réglementaire et le règlement associé peuvent être consultés sur le Géoportail de l'urbanisme.

### Lieux-dits et écarts

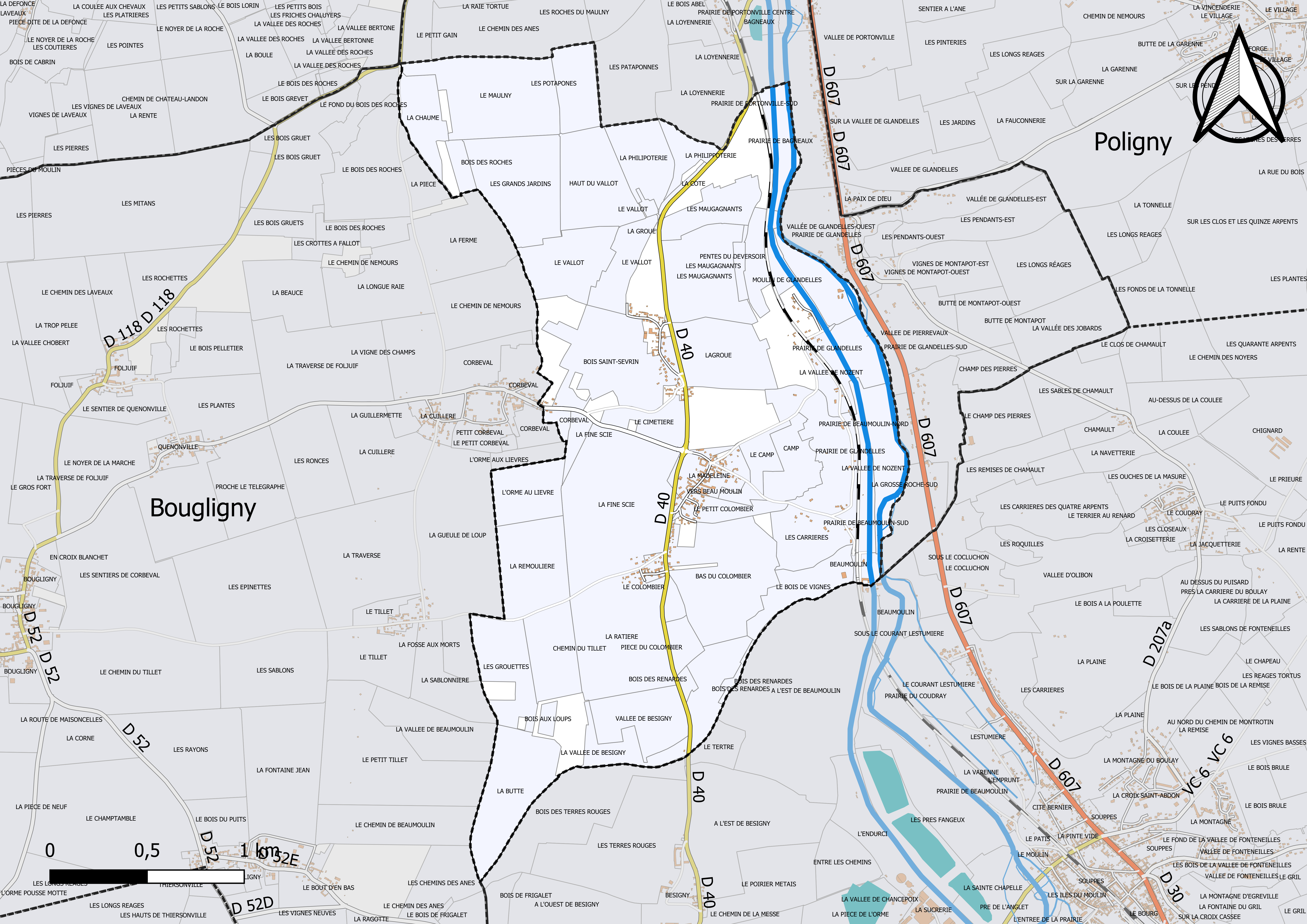
Carte du cadastre de la commune de La_Madeleine-sur-Loing.

La commune compte 51 lieux-dits administratifs répertoriés consultables ici (source : le fichier Fantoir) dont la Groue, le Colombier.

### Logement
En 2017, le nombre total de logements dans la commune était de 185 dont 99,3 % de maisons.
Parmi ces logements, 85,5 % étaient des résidences principales, 8 % des résidences secondaires et 6,5 % des logements vacants.
La part des ménages fiscaux propriétaires de leur résidence principale s'élevait à 90,6 % contre 6,9 % de locataires et 2,5 % logés gratuitement.

### Voies de communication et transports

#### Voies de communication
La ligne de chemin de fer de Moret - Veneux-les-Sablons à Lyon-Perrache traverse du nord au sud le territoire de la commune.
Une seule route départementale relie La Madeleine-sur-Loing aux communes voisines : la D 40, à Bagneaux-sur-Loing, au nord ; à Souppes-sur-Loing, au sud.
Le canal du Loing traverse l'extrémité est de la commune du sud au nord.

#### Transports
La Madeleine-sur-Loing est desservie par deux lignes du réseau de bus Vallée du Loing - Nemours :
- la ligne 11B, qui relie  Château-Landon à Nemours ;
- la ligne 12, qui relie  Château-Landon à Nemours.

## Toponymie
Le nom de la localité est mentionné sous les formes La Magdelene en 1489 ; La Madeleine de Corbeval en 1790 ; La Madeleine-sur-Loing (Décret du 11 avril 1937).
Une madeleine, est un vieil hospice chrétien proche d'une voie ou d'une route ancienne qui a pu évoluer à l'époque médiévale en maladrerie, léproserie, hôpital, chapelle… souvent à l'origine de toponymes actuels.
Loing désigne la rivière traversant les départements de l'Yonne, du Loiret et de Seine-et-Marne.

## Politique et administration

### Liste des maires
| Période                                  | Période        | Identité                          | Étiquette | Qualité |
| ---------------------------------------- | -------------- | --------------------------------- | --------- | --- |
| Les données manquantes sont à compléter. |                |                                   |           | |
| mars 1983                                | 3 octobre 2015 | Jean-Jacques Hyest Démissionnaire | UMP       | Administrateur territorial Membre du Conseil constitutionnel (2015 → 2019) sénateur de Seine-et-Marne (1995 → 2015) Député de Seine-et-Marne (3e circ.) (1986 → 1995) Conseiller général de Château-Landon (1982 → 2015) Président de la CC Gâtinais-val de Loing (2010 → 2015) |
| 2015                                     | mai 2020       | Nicole Blouzat                    |           | Retraitée |
| mai 2020                                 | En cours       | Jean-Jacques Hyest                | LR        | |

## Équipements et services

### Eau et assainissement
L’organisation de la distribution de l’eau potable, de la collecte et du traitement des eaux usées et pluviales relève des communes. La loi NOTRe de 2015 a accru le rôle des EPCI à fiscalité propre en leur transférant cette compétence. Ce transfert devait en principe être effectif au 1er janvier 2020, mais la loi Ferrand-Fesneau du 3 août 2018 a introduit la possibilité d’un report de ce transfert au 1er janvier 2026,.

#### Assainissement des eaux usées
En 2020, la commune de La Madeleine-sur-Loing ne dispose pas d'assainissement collectif,.
L’assainissement non collectif (ANC) désigne les installations individuelles de traitement des eaux domestiques qui ne sont pas desservies par un réseau public de collecte des eaux usées et qui doivent en conséquence traiter elles-mêmes leurs eaux usées avant de les rejeter dans le milieu naturel. La commune assure le service public d'assainissement non collectif (SPANC), qui a pour mission de vérifier la bonne exécution des travaux de réalisation et de réhabilitation, ainsi que le bon fonctionnement et l’entretien des installations,.

#### Eau potable
En 2020, l'alimentation en eau potable est assurée par la commune qui en a délégué la gestion à la SAUR, dont le contrat expire le 30 juin 2025,,.

## Population et société

### Démographie
Les habitants sont appelés les Magdaléniens et Magdaléniennes.
L'évolution du nombre d'habitants est connue à travers les recensements de la population effectués dans la commune depuis 1793. Pour les communes de moins de 10 000 habitants, une enquête de recensement portant sur toute la population est réalisée tous les cinq ans, les populations de référence des années intermédiaires étant quant à elles estimées par interpolation ou extrapolation. Pour la commune, le premier recensement exhaustif entrant dans le cadre du nouveau dispositif a été réalisé en 2004.

En 2022, la commune comptait 351 habitants, en évolution de −0,28 % par rapport à 2016 (Seine-et-Marne : +3,92 %, France hors Mayotte : +2,11 %).
| 1793 | 1800 | 1806 | 1821 | 1831 | 1836 | 1841 | 1846 | 1851 |
| ---- | ---- | ---- | ---- | ---- | ---- | ---- | ---- | ---- |
| 134  | 146  | 178  | 150  | 161  | 195  | 205  | 210  | 226  |

| 1856 | 1861 | 1866 | 1872 | 1876 | 1881 | 1886 | 1891 | 1896 |
| ---- | ---- | ---- | ---- | ---- | ---- | ---- | ---- | ---- |
| 229  | 220  | 234  | 232  | 235  | 210  | 226  | 246  | 282  |

| 1901 | 1906 | 1911 | 1921 | 1926 | 1931 | 1936 | 1946 | 1954 |
| ---- | ---- | ---- | ---- | ---- | ---- | ---- | ---- | ---- |
| 310  | 289  | 252  | 215  | 207  | 204  | 208  | 186  | 197  |

| 1962 | 1968 | 1975 | 1982 | 1990 | 1999 | 2004 | 2006 | 2009 |
| ---- | ---- | ---- | ---- | ---- | ---- | ---- | ---- | ---- |
| 221  | 254  | 286  | 261  | 287  | 354  | 368  | 376  | 342  |

| 2014 | 2019 | 2022 | - | - | - | - | - | - |
| ---- | ---- | ---- | - | - | - | - | - | - |
| 350  | 360  | 351  | - | - | - | - | - | - |

### Événements
- Vide-grenier avec artisans fin septembre.

## Économie

### Secteurs d'activité

#### Agriculture
La Madeleine-sur-Loing est dans la petite région agricole dénommée le « Gâtinais », à l'extrême sud-ouest du département, s'étendant sur un large territoire entre la Seine et la Loire sur les départements du Loiret, de Seine-et-Marne, de l'Essonne et de l'Yonne. En 2010, aucune orientation technico-économique de l'agriculture ne se dégage sur la commune.
Si la productivité agricole de la Seine-et-Marne se situe dans le peloton de tête des départements français, le département enregistre un double phénomène de disparition des terres cultivables (près de 2 000 ha par an dans les années 1980, moins dans les années 2000) et de réduction d'environ 30 % du nombre d'agriculteurs dans les années 2010. Cette tendance se retrouve au niveau de la commune où le nombre d’exploitations est passé de 4 en 1988 à 0 en 2010.
Le tableau ci-dessous présente les principales caractéristiques des exploitations agricoles de Madeleine-sur-Loing, observées sur une période de 22 ans : 
|                                      | 1988 | 2000 | 2010 |
| ------------------------------------ | ---- | ---- | ---- |
| Dimension économique,                |      |      |      |
| Nombre d’exploitations (u)           | 4    | 1    | 0    |
| Travail (UTA)                        | 5    | 1    | 0    |
| Surface agricole utilisée (ha)       | 232  | 151  | 0    |
| Cultures                             |      |      |      |
| Terres labourables (ha)              | 232  | s    | 0    |
| Céréales (ha)                        | 187  | s    |      |
| dont blé tendre (ha)                 | 80   | s    |      |
| dont maïs-grain et maïs-semence (ha) | 34   |      |      |
| Tournesol (ha)                       | 12   |      |      |
| Colza et navette (ha)                | 16   | s    |      |
| Élevage                              |      |      |      |
| Cheptel (UGBTA)                      | 0    | 0    |      |

## Culture locale et patrimoine

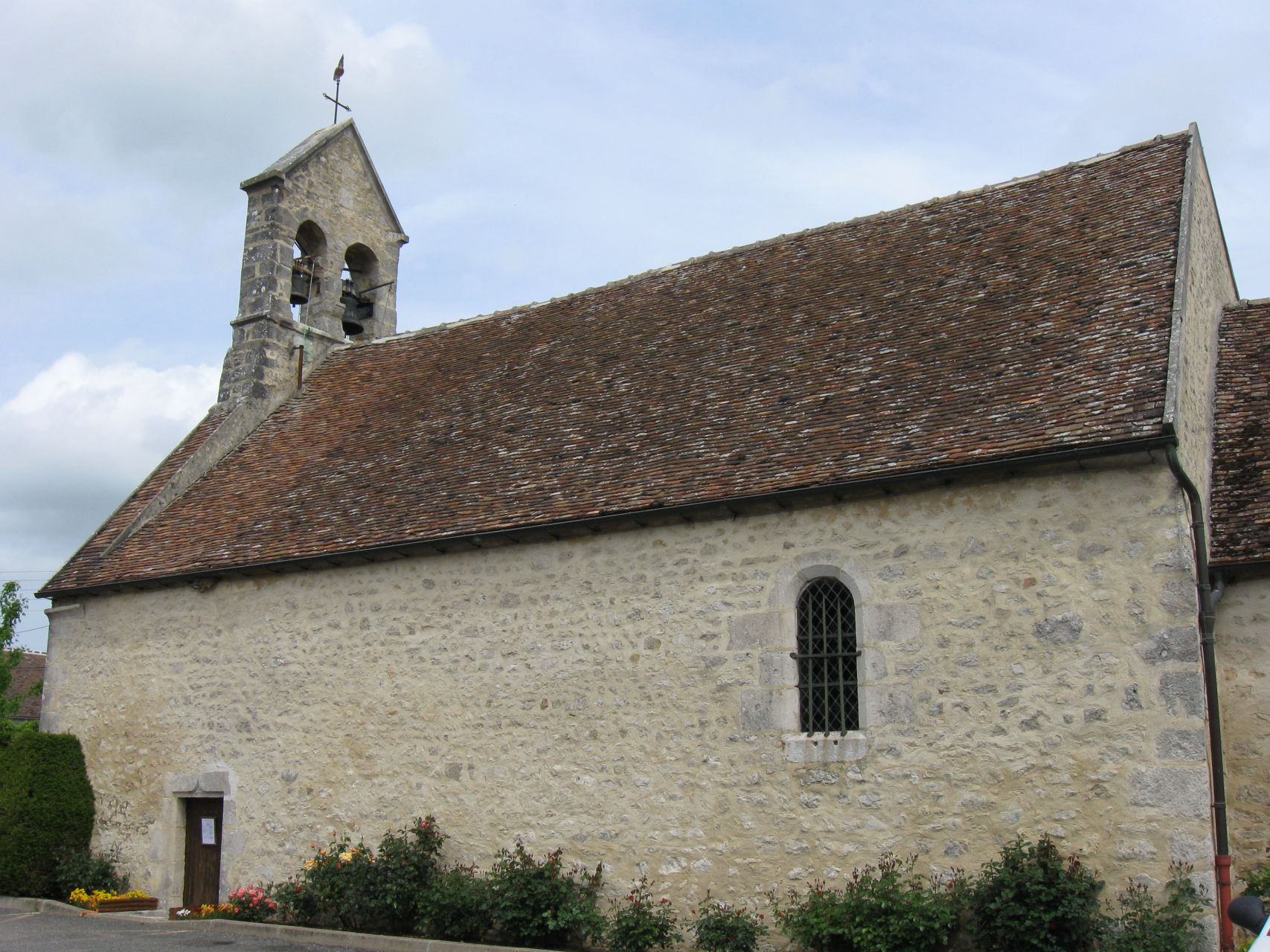
L'église Sainte-Marie-Madeleine.

### Lieux et monuments
- Église Sainte-Marie-Madeleine (inscrite au titre des monuments historiques, XIIIe siècle).
- Croix hosannière au cimetière (inscrite au titre des monuments historiques).
- Tour d'un château fort, dans un bois.
- Manoir de Beaumoulin.
- Canal du Loing.

### Personnalités liées à la commune
L'architecte Pierre Dufau, grand prix de Rome, a rénové et habité le manoir de Beaumoulin.